# 李嘉兒
李嘉兒，MH（1993年11月25日—），香港女子壁球運動員，目前為香港中文大學的兼職碩士生。

## 簡歷
2018年8月，李嘉兒代表香港參加印尼雅加達舉行的亞運會壁球比賽，與歐詠芝、陳浩鈴和何子樂合作出戰女子團體賽，結果，她們在決賽以場數2比0擊敗印度，助香港壁球隊首度贏得亞運會團體金牌。